# 3. Sinfonie (Honegger)
Die Sinfonie Nr. 3 H186 des schweizerischen Komponisten Arthur Honegger, auch unter dem Titel Symphonie liturgique bekannt, ist eine 1945/1946 entstandene programmatische Sinfonie mit den Satzüberschriften Dies Irae, De profundis clamavi und Dona nobis pacem.

## Instrumentation und Satzbezeichnungen
Piccoloflöte, 2 Flöten, 2 Oboen, Englischhorn, 2 Klarinetten, Bassklarinette, 2 Fagotte, Kontrafagott – 4 Hörner, 3 Trompeten, 3 Posaunen, Tuba – Pauken, Becken, Große Trommel, Kleine Trommel, Tamtam – Klavier – 1. und 2. Violinen, Violen, Violoncelli und Kontrabässe.
1. ‚Dies Irae‘ – Allegro marcato
2. ‚De profundis clamavi‘ – Adagio
3. ‚Dona nobis pacem‘ – Andante

## Musik
Der Kopfsatz ist überschrieben mit Dies Irae, einem Teil der Sequenz der heiligen römischen Messe, zu deutsch Tag des Zorns. Honegger lässt hier eine klanggewordene Vision des Jüngsten Gerichts entstehen. Im zweiten Satz, überschrieben mit De profundis clamavi, zu deutsch Aus der Tiefe rief ich, werden von Honegger durch ungewöhnliche Instrumentierungen und Ausdrucksweisen neue Klänge erreicht. Honegger hat dem Choral als einem der längsten Sätze in seinen Sinfonien den Psalm 129 zugrunde gelegt. Der dritte Satz, Dona nobis pacem, zu deutsch Gib uns Frieden, geht am Ende in ein Adagio über, welches das Ende des Krieges symbolisiert. Die Piccoloflöte und ein Violinsolo beschließen die Symphonie.
Die Aufführungsdauer beträgt etwa 28 Minuten.

## Zitat Honeggers
„Meine Symphonie ist ein Drama, das drei Personen – wirklich oder symbolisch – spielen: das Unglück, das Glück und der Mensch. Es ist ein ewiges Problem. Ich versuchte, es zu erneuern […].“

## Widmung und Uraufführung
Charles Münch, der Widmungsträger, leitete die Uraufführung am 17. August 1946 in Zürich.